# 京都喰い道楽 古本屋探偵ミステリー
『京都喰い道楽 古本屋探偵ミステリー』（きょうとくいどうらく ふるほんやたんていミステリー）は、2002年と2004年にフジテレビ系「金曜エンタテイメント」で放送されたテレビドラマシリーズ。全2回。主演は榎木孝明。
第2作のタイトルは『京都食い道楽!古本屋探偵ミステリー2』

## キャスト

### レギュラー
大黒文治郎
演 - 榎木孝明（幼少期：志村拓海〈第1作〉）
京都で古本屋を経営している。お茶屋遊びで親の遺産をつぶし借金がある。
西園寺サヨ
演 - 秋野暢子
祇園のお茶屋「花牡丹」の女将。文治郎はなじみ客。
近藤勇介
演 - 柴俊夫
祇園西警察署の警部。推理小説が好き。
しのぶ
演 - あき竹城
お茶屋「花牡丹」の芸者。
奈那子
演 - 岩下貴子
舞妓。
高洲
演 - 藤沢慎一
祇園西警察署の刑事。近藤の部下。
高橋
演 - チャーリー浜
京満銀行の行員。文治郎の借金の回収をしている。
野呂爺
演 - 谷啓
古書業界の大物。

### ゲスト
第1作「井原西鶴伝説 好色一代男に秘められた謎」（2002年）
- 友里絵（子持ち芸妓） - 森下涼子
- 町山幸三（古書ブローカー） - 掛田誠
- 竹内雅子（女子高生・和歌子の娘） - 浜丘麻矢
- 千影（舞妓） - 冬羽
- 千夏（舞妓） - 桜井真由美
- 竹内和歌子（資産家） - 真行寺君枝
- 竹内邦彦（大学教授・和歌子の夫・婿養子） - 寺田農
- 梅沢きぬ（好色一代男の元々の持ち主） - 市川千恵子
- 笹目洋平（滋賀中央大学国文科の研究生・故人） - 清河寛
- 家政婦 - 浅井千香子

第2作「夏目漱石に秘められた哀しい恋文」（2004年）
- 鷹見久司（さざ波出版社 社長） - 石丸謙二郎
- 鈴寺美遊（新進女流作家） - 麻乃佳世
- 新保陽一（講心文庫 社員） - 相島一之
- 舞妓 - 西本はるか
- 植田隆司（古本屋） - 磯部勉
- 施設の園長 - 大山豊
- 老人ホームの入居者 - 新井量大
- 老人ホームの入居者 - 小野敦子
- 老人ホームの入居者 - 三上瓔子
- 老人ホームの介護士 - 九太朗
- 35年前に殺された園長 - 伊藤正博
- 編集局 - 高見健
- 休憩所の男 - 松村明
- 木村（図書館司書） - 竹内靖司
- ホームパーティーの参加者 - 伊藤勝利]
- ホームパーティーの参加者 - 豊田博臣
- ホームパーティーの参加者 - 弓田真好杜]
- 浅村野薔薇（大御所のミステリー作家・本名「浅村由香里」） - 栗原小巻（17歳：大島優子）

## スタッフ
- 脚本 - 水野宗徳
- 監督 - 本橋圭太
- 古書・時代考証 - 纐纈公夫（第1作）
- 芸妓・舞妓指導 - 森下彰子
- 技術協力 - ビデオスタッフ
- 美術協力 - フジアール
- プロデューサー - 川西琢
- フジテレビ編成企画  - 長部聡介、荒井昭博（第2作）、保原賢一郎（第2作）
- 制作 - フジテレビ、大映テレビ

## 放送日程
- 第1作は2002年10月25日に放送予定だったものの、「スクープ キム・ヘギョンさん独占TVインタビュー」放送のため延期された[2]。

| 話数 | 放送日        | サブタイトル                          | 脚本     | 監督     |
| ---- | ------------- | ------------------------------------- | -------- | -------- |
| 1    | 2002年12月6日 | 井原西鶴伝説 好色一代男に秘められた謎 | 水野宗徳 | 本橋圭太 |
| 2    | 2004年5月28日 | 夏目漱石に秘められた哀しい恋文        | 水野宗徳 | 本橋圭太 |